# Хіппі у Львові
«Хіппі у Львові» — літературно-художній альманах, виходить у Львові, публікує мемуари, статті, художні твори на теми руху хіппі українською і російською мовами.
Редакційна колегія: Іван Банах (упорядник, редактор), Алік Олісевич (фоторедактор), Дмитро «Казік» Кузовкін (художник-ілюстратор). Консультант Ілько Лемко.
Перший номер вийшов у вересні 2011 у видавництві Тріада плюс, до нього увійшли тексти, репродукції художніх робіт колишніх учасників руху Дема, Олени Бурдаш, Ілька Лемка, Олександра Фещука, Вишні (Володимира Вишневського), Волдмура, Олександра Лобачова (1953—2011), Аліка Олісевича, Валерії Славникової, «Звёздного» (Валерія Султанова), Джубокса, Яна Бабочки (метелик) (Івана Ляшкевича; 1961-2010), Ігоря Яворницького, також близьких до нього Олександра Аксініна, Дмитра «Казіка» Кузовкіна, Ігоря Мерзи, Юрія Перетятка, Марини Курсанової; творчість багатьох із них маловідома або й невідома широкому загалові. Окрім львів'ян, опубліковано твори мемуарного характеру колишніх учасників руху Олександра Іванова (Москва) і Валерія «Йоксі» Пронкіна (Таллінн), дослідження історика Вільяма Ріша з університету Джорджії (США). 
Кость Москалець: «Найбільшим сюрпризом цього року став альманах «Хіппі у Львові», книга, якої явно ніхто не сподівався. Я прочитав її на одному подиху, чого, признатися, зі мною давно не траплялося».
Майже відразу альманах «Хіппі у Львові» був перекладений російською мовою (перекладач Любава Малишева).
Любава Малишева: «Наконец на постсоветском пространстве появилась стоящая книга о хиппи»). На презентації альманаху 11 жовтня 2011 р. у книгарні «Є» Ілько Лемко заявив, що з цієї нагоди рок-гурт Супер Вуйки відновлює музичну діяльність.
Другий випуск альманаху вийшов наприкінці жовтня 2012 також у видавництві Тріада плюс. До авторів долучилися львів'яни, в т.ч., колишні — Сем Янішевський, Микола Морозовський, Наталя Шинкарук, Бірман (Андрій Грицько), Сергій Орловський, Іван Лучук, Антон Бриних (Рівне—Львів), художники Ігор Біликівський, Юрій Кох, скульптор Василь Бабій, музикант Калич, також Андрій Курков, Кость Москалець, Чарлі Пензель (Ужгород), Дайва Ґриґеліте (Вільнюс), Любава Малишева (проживає в Бергені). Презентація відбулася в Арт-галереї «ОМ». 
У 2013 у видавництві «Тріада плюс» вийшло кілька книг, що склали однойменну книжкову серію, зокрема автобіографічна «Революція квітів» Аліка Олісевича (за матеріалами, опублікованими в І—ІІ випусках альманаху), «Львовская книга мёртвых» Дмитра «Казіка» Кузовкіна, «Радощі та муки Бориса Штоцького» Волдмура Яворського, «Повість чудових літ» Івана Банаха. 
Третій випуск альманаху вийшов у грудні 2015 у видавництві Апріорі і був присвячений Героям Майдану і Воїнам АТО. Окрім вже названих, авторами стали львів'яни, в т.ч., колишні — Лев Скоп, Стас Горський, Ксенія Агаллі (Оксана Данилюк), Жорик Білий (Георгій Трачук) (1962–2019), Олександр Чайка, Дзеня (Галина Жегульська), Смок (Андрій Ладик; 1960—2016), Микола ОМ (Сеник), Тарас Марчук, Юрій Машталір, Василь Федевич, кияни Олександр Андрієвський, Ангеліна Яр, Лена Раста, Андрій Реутов, москвичі Мата Харі (Марія Ремізова), Умка, Ірина Гордєєва, Роман Лаубе (Прага), Ева Еміне Вєц (Вроцлав), Юліане Фюрст.
(Лондон—Берлін). Також представлено твори Артура Волошина (1962—1991) та Рімаса Бурокаса (1953—1980). Як ілюстрації використано графічні роботи Ігоря Біликівського, Сергія Орловського та Антона Бриниха. Презентація за участі львівських рок-команд Калич Блюз, Графічні Ліли, Johnny LuckyLad & Tony SlightlyMad, ПашкоBand, KamaBand відбулася в галереї Ґері Боумена 19 березня 2016 р. 
У зв'язку з російським вторгненням на Донбас і його частковою підтримкою в середовищі колишніх хіппі СРСР і представників контркультури випуск альманаху припинено.